# Marek Rymuszko

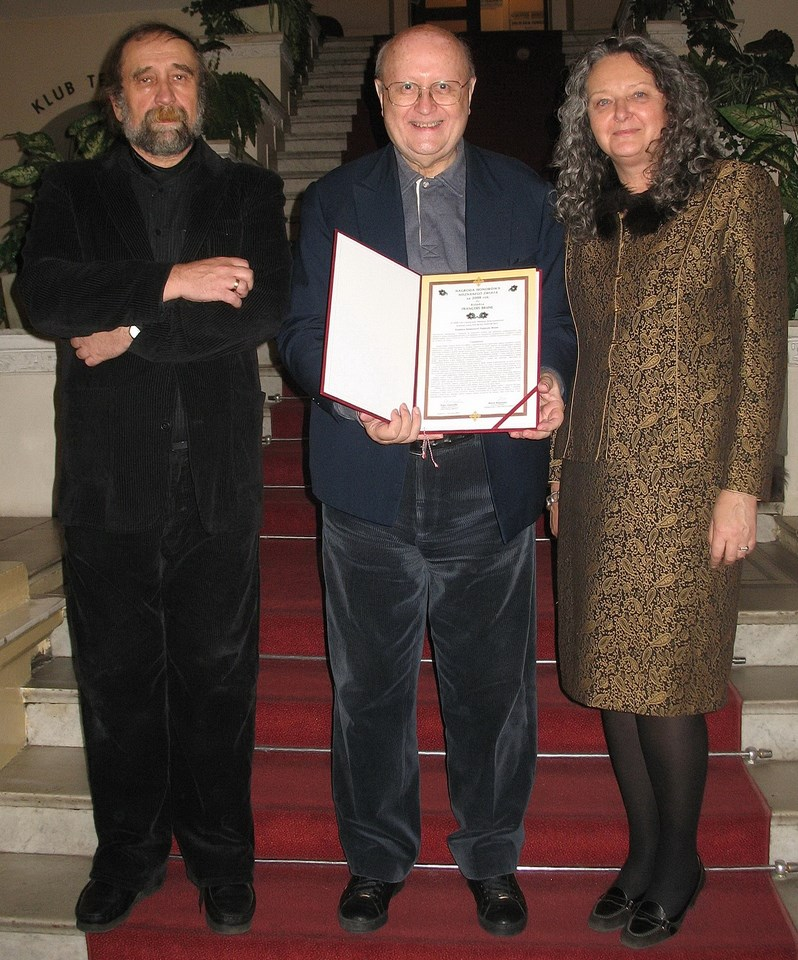
Marek Rymuszko oraz François Brune i Anna Ostrzycka w Warszawie (2008)

Marek Rymuszko (ur. 4 czerwca 1948 w Warszawie, zm. 22 lipca 2019) – polski reporter, pisarz, publicysta.

## Życiorys
Absolwent II Liceum Ogólnokształcącego im. Stefana Batorego w Warszawie (1966). Ukończył studia prawnicze (1970) i dziennikarskie (1972) na Uniwersytecie Warszawskim. Dziennikarz tygodnika Prawo i Życie, współpracownik wielu czasopism, redaktor naczelny i współtwórca koncepcji redakcyjnej miesięcznika Nieznany Świat. Laureat kilkudziesięciu nagród w ogólnopolskich konkursach reporterskich. Od 1990 roku prezes Stowarzyszenia Krajowy Klub Reportażu – ogólnopolskiej organizacji reporterów. W 1986 r. za całokształt dorobku w dziedzinie reportażu uhonorowany Nagrodą im. Ksawerego Pruszyńskiego. Współautor scenariusza do polskiej komedii obyczajowej pt. Wielka majówka (1981). Pochowany na cmentarzu Powązkowskim (kwatera 327-5-4 i 5).

## Kalendarium
- 1983 – Miejsce na górze[7]
- 1984 – Paralaksa[8], Wielka zasadzka[9]
- 1986 – Nagrodzony Nagrodą im. Ksawerego Pruszyńskiego
- 1988 – Schody[10], Noc Komety[11]
- 1989 – Nieuchwytna Siła[12]
- 1989 – Premiera jego sztuki Kołysanka w Teatrze Dramatycznym im. Jerzego Szaniawskiego w Płocku[13]
- 1990 – Bajki polskie. Reportaże sądowe[14]
- 1991 – Złamana Lanca[15]
- 1994 – Powrót nieuchwytnej siły[16]
- 2002 – Przypadki metafizyczne[17]
- 2015 – 111 filmów z duszą. Metafizyka w kinie (współautor)[18]
- 2022 – Każdy ma swoją ścieżke (Między duchem a materią) – Marek Rymuszko -  wybór tekstów i opracowanie W. Chudziński, T. Durlak, 978-83-937773-0-3 Warszawa 2021 – wyd. I.